# (2785) Sedov
(2785) Sedov (1978 QN2) – planetoida z pasa głównego asteroid okrążająca Słońce w ciągu 4,88 lat w średniej odległości 2,87 j.a. Odkryta 31 sierpnia 1978 roku.